# Jaguar XJR-9
El Jaguar XJR-9 fue un prototipo deportivo construido por Jaguar para el FIA Grupo C y el IMSA Camel GTP, que debutó en las 24 Horas de Daytona de 1988.

## Desarrollo
Una evolución del diseño para el XJR-8, el XJR-9 fue diseñado por Tony Southgate, construido por Tom Walkinshaw Racing (TWR) y contó con un motor Jaguar 7.012 V12 basado en el motor de producción de 5.3 litros que se usa en el coche de carretera Jaguar XJS. Una variante del XJR-9, el XJR-9LM, se desarrollaría específicamente para las 24 Horas de Le Mans, donde el requisito de altas velocidades de línea recta en el Mulsanne Straight requería un paquete aerodinámico de bajo arrastre.

## Historia

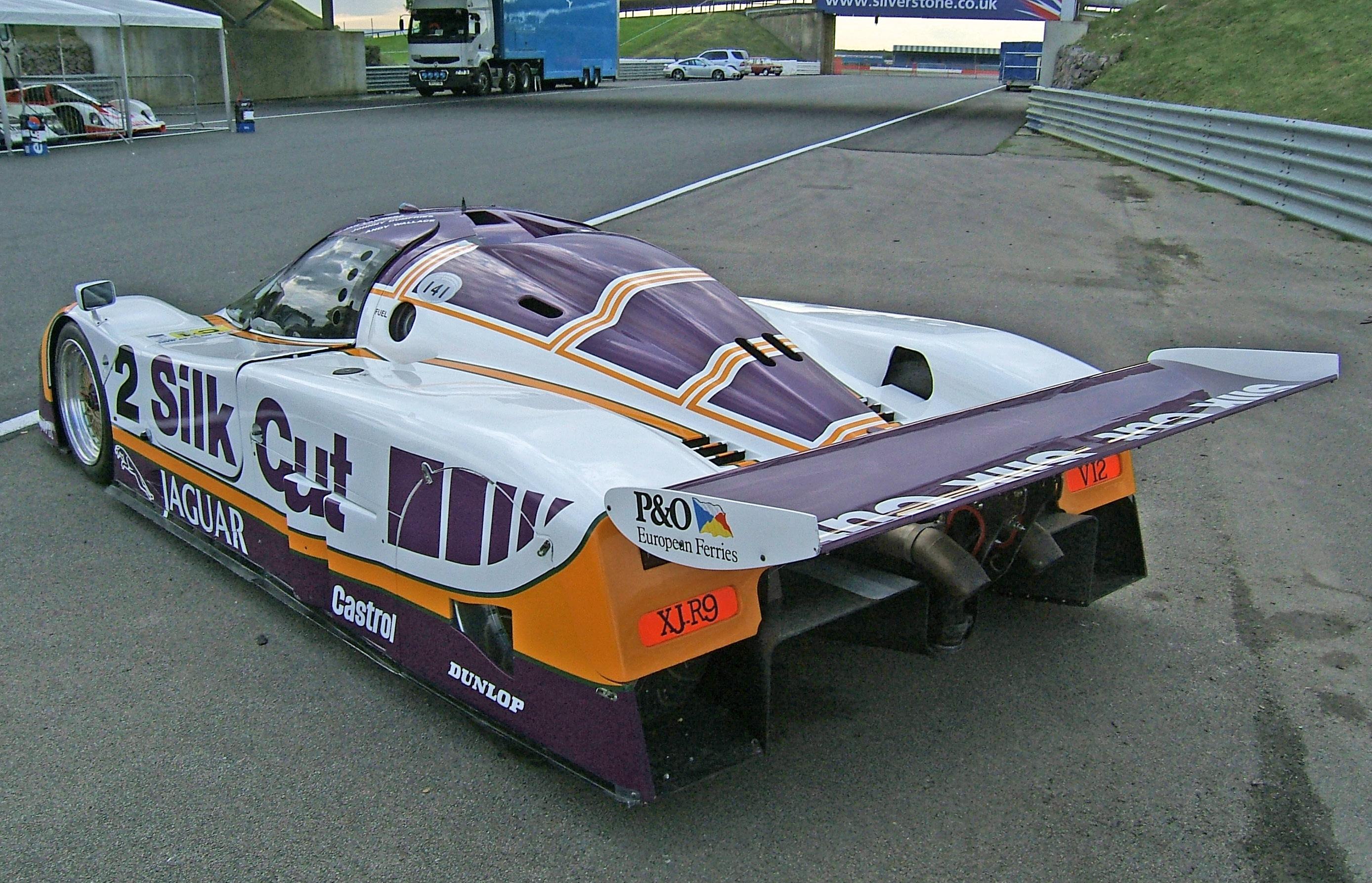
Vista trasera de tres cuartos del XJR-9, ganador de Le Mans en 1988.

En los Estados Unidos, los XJR-9 patrocinados por Castrol debutaron en las 24 Horas de Daytona, y el auto se llevó la victoria general. Sin embargo, durante el resto de la temporada de IMSA Camel GTP, el XJR-9 no pudo obtener otra victoria hasta la última carrera de la temporada, lo que significa que el equipo tuvo que conformarse con el tercer puesto en el campeonato de constructores. En el Campeonato mundial de prototipos deportivos de 1988, el XJR-9, con el patrocinio de Silk Cut, tuvo más éxito. El XJR-9 logró seis victorias, incluidas las 24 Horas de Le Mans, en la serie de once carreras. Silk Cut Jaguar ganó el Campeonato de Equipos y el piloto de Jaguar Martin Brundle ganó el título de Pilotos. El éxito de Jaguar en Le Mans marcó la primera vez desde 1980 que Porsche no había ganado Le Mans, y la primera victoria de Le Mans para Jaguar desde 1957.
Para 1989, el XJR-9 se ingresó nuevamente en el IMSA Camel GTP y en el Campeonato Mundial de Prototipos Deportivos. Sin embargo, el XJR-9 ya estaba fechado, y en IMSA Nissan fue golpeado repetidamente, dejando al XJR-9 con solo una sola victoria en la temporada. Esto llevó a Jaguar a presentar el XJR-10 a mitad de la temporada, que tuvo un éxito ligeramente mayor al tener dos victorias en la temporada y, por lo general, colocarse más alto que el XJR-9 con el que corrió. Al final de la temporada, Jaguar terminó segundo en el campeonato.
Una historia similar ocurrió en el Campeonato mundial de prototipos deportivos de 1989, con Jaguar que no ganó una sola carrera durante la serie. A mitad del campeonato, el XJR-11 fue desarrollado para reemplazar al XJR-9, aunque ambos terminaron la temporada. Esta decepción llevó a Jaguar a terminar cuarto en el Campeonato de Equipos.
A los pocos meses de la victoria de Le Mans en Jaguar en 1988, TWR usaría el chasis XJR-9 para el desarrollo del prototipo R9R, que en 1990 se había convertido en el supercoche y el piloto de carreras XJR-15.
En 2010, el coche ganó la carrera Le Mans Legend.

## Especificaciones

### Motor
- Tipo: 60 grados SOHC 24 válvulas V12
- Posición: Medio, Montado longitudinalmente
- Desplazamiento: 6995 cc (427cu in3)
- Diámetro: 94 mm (3.7 in)
- Carrera: 84 mm (3.3 in)
- Compresión: 12:1
- Inyección: inyección de combustible Zytek
- Aspiración: aspiración natural.
- Potencia: 750 CV (760 CV; 559 kW) a 7200 rpm
- Par de torsión: 828 N⋅m (611 lb⋅ft) a 5500 rpm

### Transmisión
- Cuerpo: Cuerpo de carbono compuesto
- Chasis: Fibra de carbono y Kevlar monocasco.
- Suspensión delantera: espoletas dobles, muelles helicoidales activados por varilla de empuje sobre amortiguadores
- Suspensión trasera: montantes de magnesio, resortes de titanio sobre amortiguadores
- Dirección: Dirección asistida de piñón y cremallera
- Frenos: discos ventilados TWR
- Transmisión: Transmisión manual marcha/TWR de 5 velocidades.
- Diseño: tracción trasera

### Cifras de rendimiento
- Relación potencia/peso: 0.85 bhp/kg
- Velocidad máxima: 245 mph (394 km/h)

## Galería

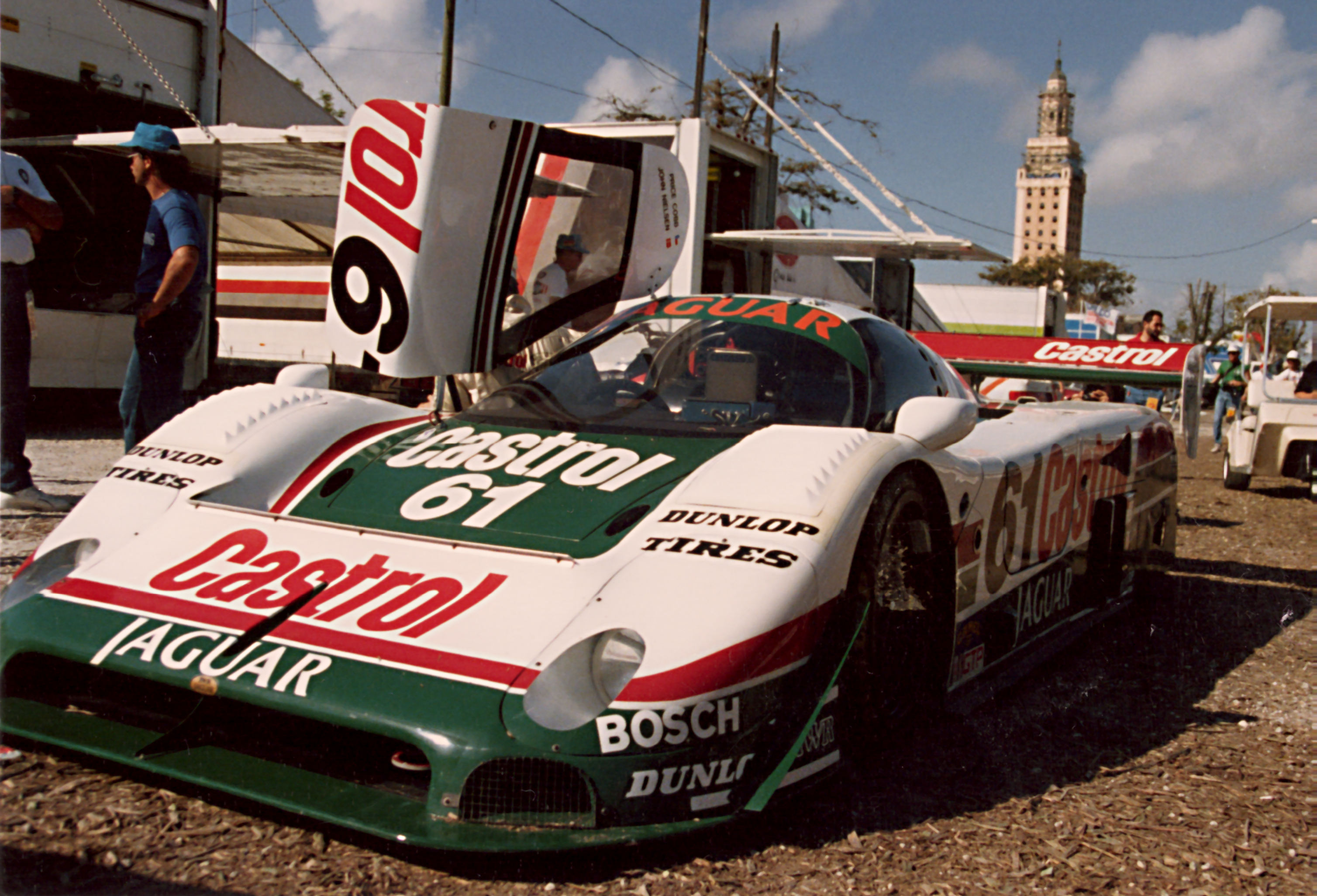
Vista frontal del IMSA GTP Jaguar XJR-9
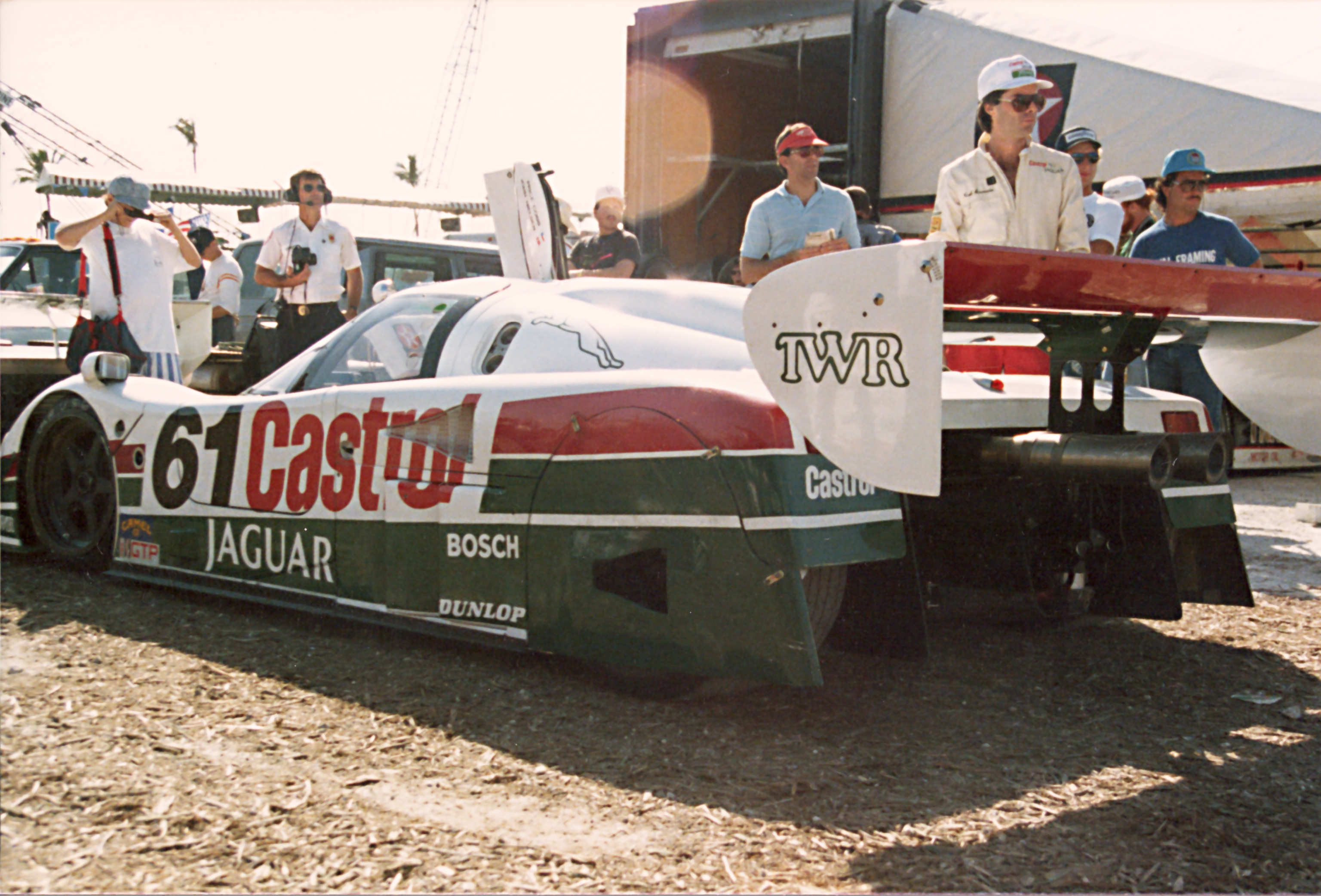
Vista de tres cuartos del IMSA GTP Jaguar XJR-9